# Крейг (округ, Виргиния)
Округ Крейг (англ. Craig County) располагается в США, в штате Виргиния. По состоянию на 2010 год, численность населения составляла 5 190 человек. Получил своё название в честь американского политика Роберта Крейга.

## География
По данным Бюро переписи США, общая площадь округа равняется 857 км², из которых 855 км² суша и 3 км² или 0,3 % это водоёмы.

### Соседние округа
- Аллегейни (Виргиния) — север
- Ботеторт (Виргиния) — восток
- Роанок (Виргиния) — юго-восток
- Монтгомери (Виргиния) — юг
- Джайлс (Виргиния) — юго-запад
- Монро (Западная Виргиния) — запад

## Демография
По данным переписи населения 2000 года в округе проживает 5 091 жителей в составе 2 060 домашних хозяйств и 1 507 семей. Плотность населения составляет 6 человек на км². На территории округа насчитывается 2 554 жилых строений, при плотности застройки 3 строений на км². Расовый состав населения: белые — 98,94 %, афроамериканцы — 0,20 %, коренные американцы (индейцы) — 0,22 %, азиаты — 0,16 %, представители других рас — 0,14 %, представители двух или более рас — 0,35 %. Испаноязычные составляли 0,33 % населения.
В составе 30,80 % из общего числа домашних хозяйств проживают дети в возрасте до 18 лет, 61,90 % домашних хозяйств представляют собой супружеские пары проживающие вместе, 7,00 % домашних хозяйств представляют собой одиноких женщин без супруга, 26,80 % домашних хозяйств не имеют отношения к семьям, 23,90 % домашних хозяйств состоят из одного человека, 10,50 % домашних хозяйств состоят из престарелых (65 лет и старше), проживающих в одиночестве. Средний размер домашнего хозяйства составляет 2,45 человека, и средний размер семьи 2,88 человека.
Возрастной состав округа: 23,60 % моложе 18 лет, 6,40 % от 18 до 24, 29,70 % от 25 до 44, 26,70 % от 45 до 64 и 13,60 % от 65 и старше. Средний возраст жителя округа 40 лет. На каждые 100 женщин приходится 103,40 мужчин. На каждые 100 женщин старше 18 лет приходится 101,50 мужчин.
Средний доход на домохозяйство в округе составлял 37 314 USD, на семью — 41 750 USD. Среднестатистический заработок мужчины был 26 713 USD против 21 337 USD для женщины. Доход на душу населения составлял 17 322 USD. Около 6,60 % семей и 10,30 % общего населения находились ниже черты бедности, в том числе — 15,90 % молодежи (тех, кому ещё не исполнилось 18 лет) и 10,50 % тех, кому было уже больше 65 лет.